# Acolea varians
Acolea varians là một loài rêu tản trong họ Gymnomitriaceae. Loài này được (Lindb.) Stephani miêu tả khoa học lần đầu tiên năm 1901.